# ナシヌー

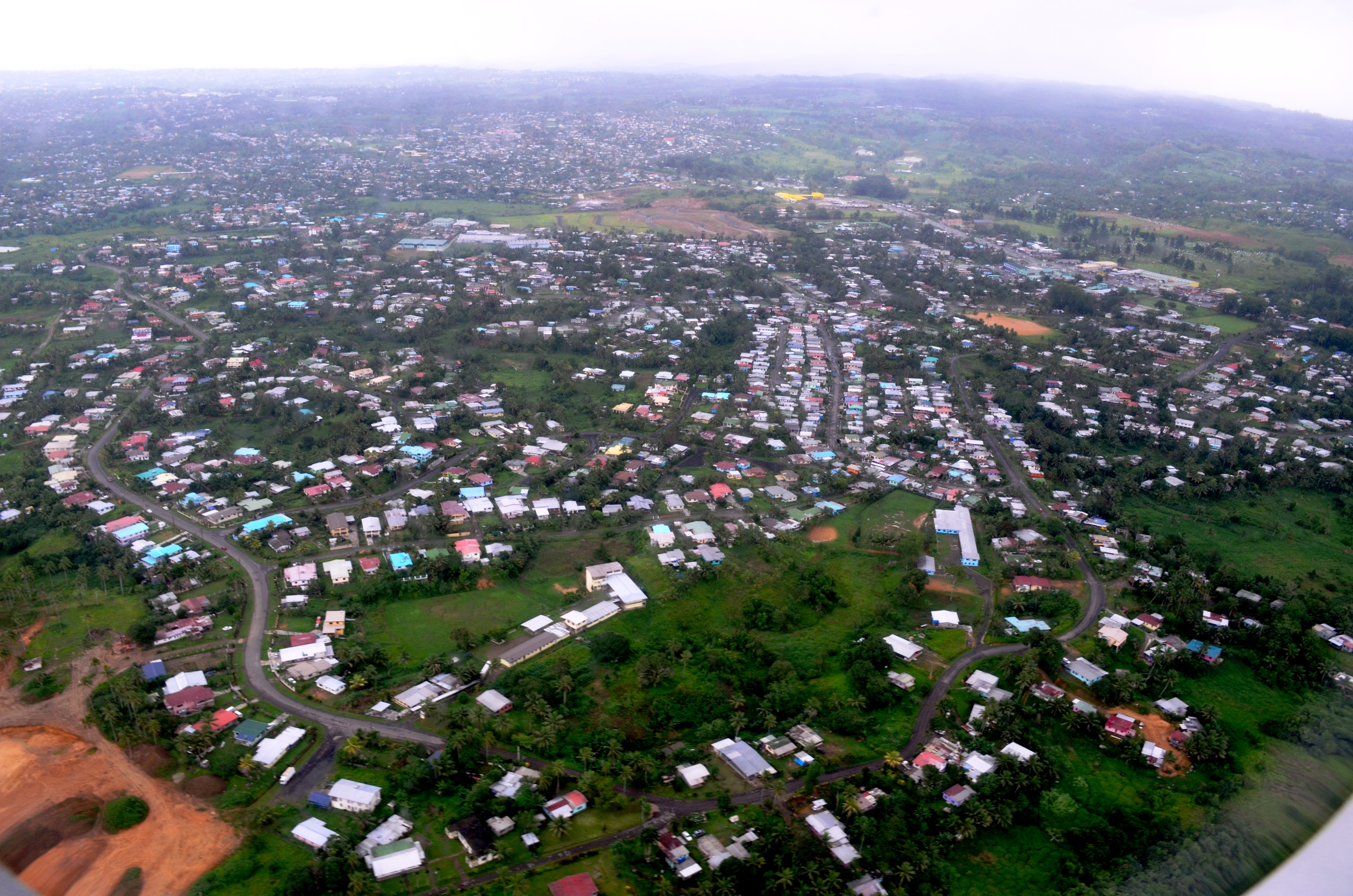
ナシヌー

ナシヌー (フィジー語: Nasinu、ヒンディー語: नसीनु) はフィジー共和国のビティレブ島にある都市。人口は、9万2043人（2017年）。その人口規模にも拘わらず、行政区分上は町と規定されている。首都スバの北側に隣接し、都市圏の一部である。フィジーで最も発展の著しい地域であり、人口が増加している。

## 概要
インド系フィジー人の投資により商業地域として発展した。現在は土地不足が発展の障害となっている。

## 地区
ナシヌーはラウカラビーチ地区、ヴァレレビュ、ナデラ、ウァイニヴュラ/カウバッティ、キノヤ、ニュータウン、ナソウル、マコイ、ナレレの各地区から成る。ラウカラビーチ地区とヴァレレビュが最も発展しており、顕著な不動産価格の高騰を見せている。